# Софіївська сільська рада (Новомиколаївський район)
| Софіївська сільська рада — колишній орган місцевого самоврядування у Новомиколаївському районі Запорізької області з адміністративним центром у с. Софіївка. Історична дата утворення: в 1943 році. Сільській раді підпорядковані населені пункти: - с. Софіївка - с. Горлицьке - с. Кам'янка - с. Кам'янувате - с. Миколай-Поле - с. Новогригорівка - с. Садове |

## Склад ради
Рада складається з 12 депутатів та голови.

### Керівний склад ради
| ПІБ                          | Основні відомості                                                                                     | Дата обрання | Дата звільнення |
| ---------------------------- | --- | ------------ | --------------- |
| Трофименко Тетяна Вікторівна | Сільський голова, 1954 року народження, освіта, член Соціал-демократичної партії України (об'єднаної) | 26.03.2006   | 31.10.2010      |
| Трофименко Тетяна Вікторівна | Сільський голова, 1954 року народження, освіта вища, член Партії регіонів                             | 31.10.2010   |                 |

Примітка: таблиця складена за даними джерела